# Löschungsbewilligung
Als Löschungsbewilligung wird im Grundbuchwesen allgemein die Zustimmung zur Löschung eines Grundbuchrechts durch den von der Löschung Betroffenen bezeichnet. Speziell ist hiermit die Zustimmung des Kreditgebers zur Löschung eines als Kreditsicherheit dienenden Grundpfandrechts gemeint.

## Allgemeines
Das Grundbuchrecht ist streng formalisiert. Der Antrag sowohl von Eintragungen als auch ihre Löschung im Grundbuch bedürfen mindestens der notariell beglaubigten Form. Für die Löschung eines Grundbuchrechts ist materiell-rechtlich die Aufhebungserklärung des Berechtigten und Eintragung erforderlich (§ 875 Abs. 1 BGB). Zusätzlich sind formell-rechtlich der Antrag eines Beteiligten (§ 13 Abs. 1 GBO) und die Bewilligung des von der Löschung betroffenen (Gläubigers) erforderlich (§ 19, § 29 Abs. 1 GBO). Nach dem materiellen und formellen Konsensprinzip müssen mithin sowohl die Aufhebungserklärung als auch Antrag und Bewilligung inhaltlich deckungsgleich auf die Löschung eines bestimmten Grundbuchrechts ausgerichtet sein. Die Löschungsbewilligung zielt auf die Löschung eines dinglichen Rechts in Abteilung II (Grunddienstbarkeiten, beschränkte persönliche Dienstbarkeiten, Vormerkungen und andere Verfügungsbeschränkungen) oder Abteilung III (Grundpfandrechte wie Hypothek, Grundschuld und Rentenschuld) des Grundbuchs ab, auch wenn sie umgangssprachlich auf die Löschung von Grundschulden und Hypotheken eingeengt wird.
Die Löschungsbewilligung ist eine abstrakte einseitige empfangsbedürftige Erklärung des Berechtigten, dass er ein im Grundbuch eingetragenes Recht aufgibt. Eine Löschungsbewilligung beinhaltet nach anerkannter Auffassung materiell-rechtlich eine Aufgabeerklärung im Hinblick auf das Grundpfandrecht nach § 875 Abs. 1 BGB, wobei es sich um eine dem materiellen Recht angehörende rechtsgeschäftliche Willenserklärung handelt, die sich begrifflich nicht mit der dem formellen Grundbuchrecht angehörenden Löschungsbewilligung und erst recht nicht mit dem Löschungsantrag deckt.

## Durchführung
Die Aufhebungserklärung des Berechtigten sowie Antrag, Zustimmung des Grundstückseigentümers (nur bei Grundpfandrechten) und Bewilligung werden meistens in einer notariell zu beglaubigenden einheitlichen Urkunde über die Löschungsbewilligung zusammengefasst. In der Praxis umfasst mithin die Urkunde dem Wortlaut nach die formell-rechtliche Löschungsbewilligung, dem Sinne nach oft zugleich auch die materiell-rechtliche Aufhebungserklärung. Ob dem jedoch so ist, ist eine Auslegungsfrage des Einzelfalls. Bis auf wenige Ausnahmen (Amtslöschungen nach §§ 84 ff. GBO; bei Zwangshypotheken bewilligen Behörden in eigener Zuständigkeit durch Unterschrift und Dienstsiegel; § 29 Abs. 3 GBO) erfordert die Bewilligung der Löschung eine öffentlich beglaubigte Form (§ 29 Abs. 1 GBO).
In der Praxis sendet meist der Notar die allgemein als Löschungsbewilligung bezeichnete Urkunde dem Grundbuchamt, das zunächst die formellen Voraussetzungen der Löschung nach § 26 FamFG zu prüfen hat. Formell muss aus der Löschungsbewilligung für das Grundbuchamt der Antrag (§ 13 GBO), die Bewilligung (§ 19 GBO) und – nur bei der Löschung von Grundpfandrechten – die Zustimmung des Grundstückseigentümers (§ 27 GBO) ersichtlich sein. Ergeben sich keine Beanstandungen, wird die Löschung antragsgemäß im Grundbuch eingetragen. Die Löschung wird jedoch nicht durch Beseitigung der alten Eintragung, sondern durch Eintragung eines Löschungsvermerks (§ 46 GBO) in den dafür vorgesehenen Spalten der entsprechenden Abteilung des Grundbuchblattes vollzogen. Zusätzlich wird (als Lesehilfe, nicht jedoch formell-rechtlich notwendig) das gelöschte Recht gemäß § 17 Abs. 2 GBVerfügung „gerötet“, d. h. rot unterstrichen oder als Block gerötet, indem über der ersten und unter der letzten Zeile des Rechts je ein roter Strich gezogen wird, welche beide von oben links nach unten rechts durch einen weiteren Strich verbunden werden. In den Ausdrucken des in ganz Deutschland inzwischen in elektronischer Form geführten Grundbuchs erscheinen die „Rötungen“ aus technischen Gründen als schwarze Striche.
Die Urkunde wird nach erfolgter Eintragung zu den Grundakten genommen (§ 10 GBO). Der Rechtsverkehr darf von einem gelöschten Recht (widerlegbar) vermuten, dass es nicht besteht (§ 891 Abs. 2 BGB).

## Pfandfreigabe
Die Pfandfreigabe ist wie die Löschungsbewilligung eine rein grundbuchrechtliche Verfahrenshandlung. Die Pfandfreigabe oder -entlassung ist eine Sonderform der Aufhebung eines Grundbuchrechts. Sie ist die teilweise Löschung eines auf mehreren Grundstücken einheitlich eingetragenen Grundbuchrechts, das auf mindestens einem Grundstück jedoch weiterhin bestehen bleiben soll. Eine Pfandfreigabe ist konkret bei Gesamtgrundpfandrechten erforderlich, wenn von mehreren haftenden Grundstücken mindestens eines oder mindestens eine Parzelle aus einem Grundstück aus der Mithaftung entlassen bzw. freigegeben werden soll, ohne dass das Gesamtrecht aufgehoben wird. Die Wirkung der Haftentlassung auf das Grundpfandrecht führt im Gegensatz zum Verzicht nach § 1168 BGB zum Erlöschen des Rechts nur an dem aus der Mithaftung entlassenen Grundstück, ohne dass diese Rechtswirkung von der Zustimmung des Eigentümers nach § 27 GBO abhängig ist. Der Rechtserfolg des Verzichts ist hier also mit dem der Aufhebung identisch. Der Unterschied liegt nur darin, dass die Aufhebung die übereinstimmende Erklärung des Gläubigers und des Eigentümers voraussetzt, während der Verzicht nach § 1175 Abs. 1 Satz 2 BGB allein auf der einseitigen Erklärung des Gläubigers beruht. Im Zweifel ist deshalb anzunehmen, dass die Pfandfreigabeerklärung des Gläubigers auf einen Verzicht nach § 1175 Abs. 1 Satz 2 BGB gerichtet ist. Der beabsichtigte Rechtserfolg wird ohne eine weitere Erklärung des Eigentümers herbeigeführt, so dass die Eintragung im Grundbuch durch einen Löschungsvermerk nach § 46 Abs. 2 GBO (so genannte „lastenfreie oder pfandfreie Abschreibung“) zum Ausdruck gebracht wird und ohne Nachweis der Eigentümerzustimmung erfolgen kann.

## Löschung von Grundpfandrechten
Am häufigsten kommen Grundpfandrechte zu Gunsten von Kreditinstituten vor. Ausgangspunkt der Löschungsprozedur ist dann die im Rahmen der Grundschuldbestellung schuldrechtlich vereinbarte Sicherungsabrede, wonach ein Kreditinstitut die bestellte Grundschuld nach Erledigung des Sicherungszwecks freizugeben hat. Der Grundstückseigentümer erlangt bei der Tilgung einer durch Grundschuld gesicherten Kreditforderung einen aufschiebend bedingten Anspruch auf Rückgewähr der Grundschuld gegen die Bank. Inzwischen ist dieser Rückgewähranspruch durch die Rechtsprechung derart gefestigt, dass er nicht einmal in der Sicherungsabrede erwähnt werden muss. Die endgültige Tilgung der Kreditforderung begründet auch ohne ausdrückliche Regelung einen Rückgewähranspruch aus dem Sicherungsvertrag. Auch die teilweise Tilgung einer gesicherten Forderung löst, wenn damit der Sicherungszweck endgültig entfällt, einen Anspruch des Sicherungsgebers auf Rückgewähr eines entsprechenden Teils der Sicherungsgrundschuld aus. Der Anspruch entsteht bereits mit der Grundschuldbestellung aufschiebend bedingt durch Tilgung der gesicherten Forderung, allerdings nur für den entsprechend rangletzten Teil der Grundschuld. Gläubiger des Rückgewähranspruchs ist der Grundstückseigentümer, Schuldner ist die sicherungsnehmende Bank. Dieser Rückgewähranspruch wird von der Bank durch eine Löschungsbewilligung vollzogen, die der Zustimmung des Eigentümers bedarf (§ 27 GBO).
Bei Hypotheken ist die Rechtslage wegen ihrer Akzessorietät weniger kompliziert. Durch die strenge Bindung der Hypothek an die besicherte Forderung entsteht deshalb in Höhe der Tilgung automatisch über den Umweg einer Eigentümerhypothek eine endgültige Eigentümergrundschuld (§ 1177 Abs. 1 Satz 1 BGB). Diese Rechtslage ist jedoch optisch im Grundbuch nicht erkennbar, sodass der Hypothekengläubiger bei vollständiger Tilgung eine Löschungsbewilligung zu erteilen hat. Bei der Hypothek hat die Löschungsbewilligung sachenrechtlich lediglich deklaratorischen Charakter, und ihre Eintragung bewirkt auch die optische Aufhebung des Rechts.

## Löschungsfähige Quittung
Die Aufhebung durch Löschungsbewilligung erzwingt die unmittelbare Löschung eines Grundpfandrechts. Soll jedoch eine Grundschuld nach endgültiger Tilgung des besicherten Kredits dem Eigentümer als Eigentümergrundschuld erhalten bleiben, muss der Grundschuldgläubiger einen Verzicht nach § 1192, § 1168 Abs. 1 BGB aussprechen. Nur dieser führt zur Eigentümergrundschuld, die der Grundstückseigentümer für künftige Kreditaufnahmen wieder als Kreditsicherheit verwenden kann. Der Eigentümer kann aber jederzeit durch seine eigene Aufgabeerklärung das ungenutzte Grundpfandrecht aufheben und im Grundbuch löschen lassen.

## Kostentragung für Löschungsbewilligungen
Mit der Ausstellung einer Löschungsbewilligung für getilgte Grundschulden oder Hypotheken kommen Kreditinstitute einer gesetzlichen Verpflichtung nach und dürfen deshalb gemäß Bundesgerichtshof dafür kein Entgelt verlangen. Zulässig ist lediglich die Weitergabe von verauslagten Notar- und Grundbuchamt-Kosten.